# 544 Jetta
Az 544 Jetta egy a Naprendszer kisbolygói közül, amit Paul Götz fedezett fel 1904. szeptember 11-én.